# Esther Segal
Esther Segal (hebräisch אסתר סגל; geboren 1895 in Solobkiwzi, Russisches Kaiserreich; gestorben 1974 in Israel) war eine kanadische Schriftstellerin des Jiddischen.

## Leben
Esther Segal stammte aus einer chassidischen Familie und war Tochter eines Kantors. Sie hatte sechs Geschwister, darunter den Schriftsteller Jacob Isaac Segal (1896–1954). Segal besuchte zunächst einen Cheder. Nach dem frühen Tod des Vaters zog sie 1909 zu Verwandten der Mutter nach Montreal, wo sie in einer Textilfabrik Arbeit fand und auf eine Abendschule ging. Sie studierte auch einige Zeit an einem jüdischen Lehrerinnenseminar in New York City. Segal engagierte sich gewerkschaftlich.
Segal heiratete den Schriftsteller A. S. Shkolnikov (1896–1962); sie hatten eine Tochter.
Segal schrieb Gedichte, die sie ab 1922 in der jiddischsprachigen Presse Kanadas veröffentlichte. Ihre Gedichte wurden auch in jiddische Anthologien aufgenommen. 1928 erschien ihr einziger Gedichtband Lider in einem Arbeiterverlag in Toronto. Sie war Mitglied im Yidisher shrayber farayn. Nach dem Tod Shkolnikovs 1962 zog sie 1965 zu ihrer Tochter nach Israel.

## Werke
- Lider. Toronto 1928 (Neuausgabe 1965).